# Roodbuikjuweelkolibrie
De roodbuikjuweelkolibrie (Lampornis castaneoventris) is een vogel uit de familie Trochilidae (kolibries).

## Verspreiding en leefgebied
Deze soort is endemisch in westelijk Panama en komt voor in de Highlands van Costa Rica.